# Roschdy Zem
Roschdy Zem (nacido el 27 de septiembre de 1965) es un actor y cineasta francés de origen marroquí. Compartió el premio al mejor actor por su papel en la película Días de Gloria en el Festival de Cine de Cannes 2006.

## Carrera
Roschdy Zem determinó no encasillarse en roles de inmigrante africano, desarrollando una carrera con personajes muy distintos, interpretando a un general de Napoleón en Monsieur N. (2003), un padre judío en Va, vis et deviens (Vivir y ser, 2005), y un travesti en Cambio moi ma vie (Cambiar Mi Vida, 2001) junto a Fanny Ardant. También apareció en papeles que ponen de relieve las dificultades en la corriente dominante de la sociedad francesa, así como en películas de promoción de los aspectos de la historia francés y del Norte de África como en Indigènes (Días de gloria, 2006) y Camping à la ferme (2005), basada en un guion de Azouz Begag.
En 2011, dirigió la película Omar Killed Me, la cual fue seleccionada como la selección marroquí para competir como mejor película extranjera en la 84.ª entrega de los Premios Óscar.

## Filmografía seleccionada

### Como actor
- 1987: Les keufs
- 1991: I Don't Kiss
- 1993: My Favorite Season
- 1995: Don't Forget You're Going to Die
- 1996: The Best Job in the World
- 1997: L'autre côté de la mer
- 1998: Those Who Love Me Can Take the Train
- 1998: Alice et Martin
- 1998: For Sale
- 1998: Louise (Take 2)
- 2000: Stand-by
- 2001: Change moi ma vie
- 2001: My Wife Is an Actress
- 2002: The Race
- 2003: Merci Docteur Rey
- 2003: Sansa
- 2004: Asuntos pendientes
- 2005: Va, Vis et Deviens
- 2005: Camping à la ferme
- 2005: Le Petit Lieutenant
- 2006: Indigènes
- 2006: La Californie
- 2006: Mauvaise foi (también escritor y director)
- 2007: Game of Four
- 2008: La fille de Monaco
- 2008: Go Fast
- 2008: La très très grande entreprise
- 2009: Commis d'office
- 2009: London River
- 2010: Hors-la-loi
- 2010: Point Blank
- 2010: Turk's Head
- 2010: Happy Few
- 2012: The Cold Light of Day, de Mabrouk El Mechri, como Zahir
- 2012: Une nuit, de Philippe Lefebvre, como Simon Weiss
- 2012: Mains armées, de Pierre Jolivet, como Lucas Scali
- 2012: Just like a Woman, de Rachid Bouchareb
- 2012: Collision, de David Marconi
- 2014: Bird People, de Pascale Ferran, como Simon
- 2014: La Rançon de la gloire
- 2014: On a failli être amies
- 2015: Alaska
- 2017: Les hommes du feu, de Pierre Jolivet
- 2017: The Price of Success
- 2018: Le jeu

### Como cineasta
| Año  | Título       | Acreditado como | Acreditado como | Notas                         |
| Año  | Título       | Director        | Guionista       | Notas                         |
| ---- | ------------ | --------------- | --------------- | ----------------------------- |
| 2006 | Mala fe      | Sí              | Sí              | También acreditado como actor |
| 2011 | Omar me mató | Sí              | Sí              | También coproductor           |
| 2014 | Culturista   | Sí              | Sí              | También actor y productor     |
| 2016 | Chocolat     | Sí              | Sí              |                               |

## Premios y distinciones
Festival Internacional de Cine de Cannes
| Año  | Categoría   | Película  | Resultado |
| ---- | ----------- | --------- | --------- |
| 2006 | Mejor actor | Indigènes | Ganador   |

| Año  | Premio                                    | Trabajo nominado   | Resultado |
| ---- | ----------------------------------------- | ------------------ | --------- |
| 2008 | Premio César al mejor actor de reparto    | My little business | Nom       |
| 2006 | Premio César al mejor actor de reparto    | El joven teniente  | Nom       |
| 2007 | Premio César al mejor primer largometraje | Mala fe            | Nom       |
| 2007 | Globos de Cristal, Premio al mejor actor  | Mala fe            | Nom       |
| 2009 | Premio César al mejor actor de reparto    | La chica de Mónaco | Nom       |
| 2009 | Globos de Cristal, Premio al mejor actor  | La chica de Mónaco | Nom       |
| 2012 | Premio César a la mejor adaptación        | Omar me mató       | Nom       |
| 2017 | Globo de Cristal a la mejor película      | Chocolat           | Ganador   |